# 荃錦坳
荃錦坳（英語：Tsuen Kam Au），位於香港新界元朗區東南部，爲大帽山西脊禾塘崗西坡上的一個山坳，由於元朗區與荃灣區以大帽山道爲分界線，故山坳坳口位於元朗區內。荃錦坳爲荃錦公路的最高點，約高海拔490米。大體來說，荃錦坳以北的山勢比較陡峭，以南則比較平緩。從荃錦坳沿着荃錦公路北行可以到達石崗村，南行可以到達川龍谷，沿大帽山道東行可上大帽山，沿麥理浩徑西行則可到達大欖涌。

## 名稱來源
荃錦坳一帶原來並無明顯山坳地形，1951年駐港英軍為方便運送軍用車輛和物資出入新界及進行防禦工事，新修築一條沿大帽山以西的山嶺和坳口連接石崗軍營和荃灣的軍用道路，其中在川龍以北的地勢最高處的禾塘崗西坡一段（即現麥理浩徑第9段起點至北面拐彎處）開鑿了一段約長300米的缺口，以降低車輛行駛的坡度，由此產生一個人工山坳。該路後於1961年開放予公衆通行，並確定以「荃錦公路」作爲中文官方名稱，而該公路最高處的坳口也因此命名爲「荃錦坳」，但山坳的官方英文名稱則單純按照「荃錦坳」三字的粵音拼寫成“Tsuen Kam Au”，而沒有使用任何「荃錦公路」之英文名稱“Route Twisk”的任何元素。後來，「荃錦坳」逐漸演變成包含坳口以南大帽山道和麥理浩徑入口一帶郊野公園設施範圍的地名。
值得注意的是，荃錦坳北端其實是通往石崗而非錦田，但這是源於荃錦公路本身就沒有根據原本英文名稱“Route TW/SK”命名爲「荃石公路」，具體原因至今難考，一般相信是由於當時中文在英屬香港尚未合法化，港英政府未有嚴格規範對英文名稱的中文翻譯而造成翻譯錯誤，將「石崗」和「錦田」兩個中文地名混用。不過隨着年月流逝，「荃錦公路」和「荃錦坳」兩個名稱已經爲普遍香港人習慣使用，故回歸後的香港特區政府亦無意對此進行修正。

## 現狀
荃錦坳地勢較高，山勢陡峭，故一直以來都沒有人類定居，距離荃錦坳最近的聚居地爲南面的川龍村。自1979年荃錦坳連同東西兩側的山嶺都被劃爲郊野公園後，香港政府便禁止於當地進行任何開發活動，僅有由漁農自然護理署於坳口以南麥理浩徑附近闢建的燒烤場和觀景台等郊野公園設施，以及大欖郊野公園荃錦管理站。
由於荃錦坳爲麥理浩徑第八段和第九段的連接點，而且爲大帽山郊野公園和大欖郊野公園有公路直達的海拔最高的入口，更有大帽山道直達香港最高峰的大帽山山頂，是登上大帽山頂難度最低的路線，亦有甲龍林徑、荃錦自然教育徑、大帽山遠足研習徑等多條不同難度的行山徑，而荃錦坳南面的川龍亦有現今香港罕有的傳統鄉村茶樓，故吸引大量遊客以荃錦坳爲起點遊覽大帽山郊野公園或大欖郊野公園。

## 鄰近地方
- 大帽山
- 禾塘崗
- 川龍

1. ↑  當時連接新界南北部僅有大埔公路和青山公路，但兩者都需要繞行新界東西部的海岸線，行車距離極長。
2. ↑  相傳是因港英政府誤將“/”（斜號）記錄成英文字母“I”而演變成現今使用的“Route Twisk”，詳細解釋參閱荃錦公路。